# Apsilochorema corymbosum
Apsilochorema corymbosum är en nattsländeart som beskrevs av Wolfram Mey 1999. Apsilochorema corymbosum ingår i släktet Apsilochorema och familjen Hydrobiosidae. Inga underarter finns listade i Catalogue of Life.